# 통가 의회
통가 의회(통가어: Fale Alea)는 통가의 입법부이다. 통가 의회에서는 26석의 의석 중 17석의 의석을 국민들의 투표에 따라 직접 선출되고, 9석의 의석은 33명의 통가 귀족들에 의해 선출된다.

## 의회의장
정치 개혁 이전 의회의장은 군주가 지목하는 방식이였으나, 개혁 이후부터 의회 첫 번째 회의에서 투표로 선출한다.
| 대수 | 이름                | 임기            | 비고 |
| ---- | ------------------- | --------------- | ---- |
| 1    | 빌리아미 툰기       | 1875년 ~ 1896년 |      |
| 26   | 파타페히 파카파누아 | 2017년 12월 ~   |      |

## 역사
통가 의회는 귀족과 평민을 대표하기 위해서 1862년에 조지 투포우 1세가 설립하였다. 원래 의회는 동수의 귀족대표와 평민대표, 그리고 4명의 내각으로 구성되어있었다. 하지만, 2010년 4월 정치 개혁을 통하여 모든 선거구를 소선거구제로 쪼개어 전환하는 내용 등을 의결하였다.